# Zelenecká Lhota
Zelenecká Lhota település Csehországban, a Jičíni járásban. Zelenecká Lhota Sedliště, Dolní Bousov, Staré Hrady, Bačalky, Libáň, Markvartice és Veselice településekkel határos. Lakosainak száma 167 fő (2024. január 1.).

## Népesség
A település lakosságának változását az alábbi diagram mutatja:
| Lakosok száma | 469  | 458  | 454  | 333  | 215  | 161  | 156  | 146  | 163  | 167  |
|               | 1869 | 1890 | 1921 | 1950 | 1980 | 2001 | 2017 | 2019 | 2022 | 2024 |